# Creixent lunar i estrella

Una representació actual del creixent lunar i l'estrella

El creixent lunar i l'estrella, és a dir, la representació gràfica d'una mitja lluna (o d'un quart creixent lunar) combinat amb una o més estrelles, va ser un símbol molt estès a través del món antic, amb exemples testificats des de la Mediterrània Oriental fins a l'Àsia central i l'Índia, alguns antics de 4.000 anys.
Avui dia ha esdevingut un dels símbols de l'islam; present en la bandera otomana des del 1793, durant el segle xix va representar aquest imperi i després de la seva dissolució, tant l'actual república de Turquia com altres estats successors de l'imperi el van seguir utilitzant. Durant segle xx va ser introduït en altres banderes nacionals de països de majoria musulmana i també va esdevenir l'emblema de certs moviments religiosos islàmics.

## Primeres atestacions
Una de les representacions més antigues d'un creixent lunar associat amb una estrella es troba a l'estela d'Ur-Nammu (rei sumeri), que data del 2100 aC. Aquesta combinació va ser un tret comú de la iconografia sumèria, on la mitja lluna representava la divinitat lunar Sin i l'estrella la deessa Ixtar; tanmateix, en aquesta cultura, els dos elements apareixen sovint associats amb un tercer: el disc solar representant el déu Xamaix, el que permet imaginar que tots junts formaven una mena de triada dels símbols celestes. L'associació del creixent lunar i l'estrella també apareix en territoris situats als voltants de l'antiga Palestina, relacionats amb els moabites (vers 2000 aC).

### Pèrsia
El creixent lunar i l'estrella van ser igualment l'emblema de Mitridates VI Eupator, rei del Pont, regne persa d'Anatòlia. Aquest domini era l'herència de l'antic regne del Bòsfor (segle v aC al segle i), on ja es feia servir el símbol possiblement associat al culte de Mitra. Tot i així, sota Mitridates, també podia haver representat els déus protectors de la dinastia, és a dir Ahura Mazda i Men Farmacu, una forma persa de la deessa de la lluna.
Essent un símbol comú a Pèrsia, el motiu també apareix en les monedes de l'imperi Sassànida així que a les corones reials (cas on sovint només es representava la mitja lluna). Aquest fet podria explicar l'adopció d'aquest símbol per part del món islàmic: com que els musulmans, havent conquerit l'imperi, van conviure amb aquestes representacions durant més d'un segle, van començar a introduir-les en la seva iconografia.

### Àmbit hel·lenistic i romà
A Bizanci, monedes encunyades a partir del segle i aC mostraven Àrtemis a l'anvers i una mitja lluna amb una estrella de sis puntes al revers, símbols de la deessa (identificada en aquella època amb Hècate, divinitat lunar).
Més tard, sota els romans, diverses ciutats de l'imperi emetien la seva pròpia moneda utilitzant sovint símbols celestes i astrals, principalment estrelles o creixents lunars.

### Àsia central i Índia
A l'Índia la representació apareix en les monedes de Chashtana (que daten probablement de la fi del segle i o d'inicis del segle ii) on al revers hi ha una mitja lluna i una estrella sola.
El motiu també apareix en monedes gokturks del segon kanat turc trobades a Taixkent (actual Uzbekistan) i datant d'inicis del segle viii. Això suggereix que el símbol ja era conegut dels turcs abans de la seva arribada a Anatòlia.

## Imperi Otomà

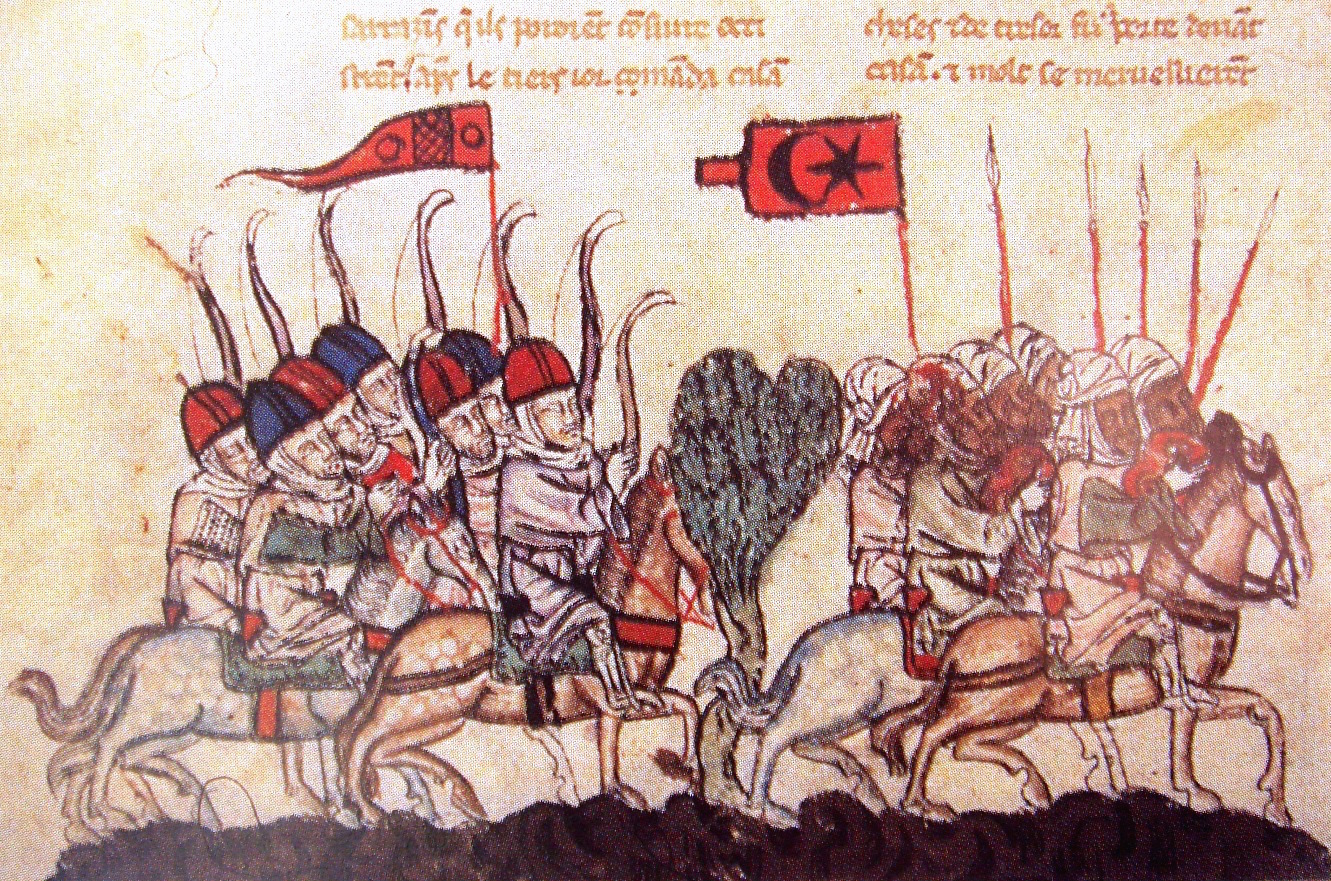
Victòria del mongols (esquerra) sobre els mamelucs (dreta) en la batalla de Wadi al-Khazandar (1299). Es pot observar l'ús de la mitja lluna i l'estrella a la bandera mameluca

Sembla provat que les tribus de nòmades turques de l'interior d'Àsia van utilitzar el creixent lunar tot sol com a emblema des de temps força antics. Hi ha nombroses referències, anteriors al 1453, que Orhan (1284-1359) ja feia servir una bandera vermella amb una mitja lluna sola. El creixent combinat amb una estrella sembla una introducció de Mehmet II (1432-1481), que hauria adoptat l'emblema romà d'Orient present en les monedes com a símbol de sobirania de l'Imperi Otomà.

### L'islam
Així, l'adopció per l'islam de la mitja lluna sola o associada amb una o diverses estrelles sembla provenir, en un primer temps, de la Pèrsia sassànida i de l'Imperi Romà d'Orient o Imperi Bizantí, i el seu ús en banderes sobretot de l'Imperi Otomà. William Ridgeway, en un estudi publicat el 1908 afirmava que "La veritat és que la mitja lluna no s'identifica amb l'islam fins després de l'aparició dels turcs otomans mentre que, d'altra banda, hi ha l'evidència clara que en el temps de les croades, i inclús abans, la mitja lluna i l'estrella eren un distintiu regular de l'Imperi Romà d'Orient i dels seus emperadors".

## Ús contemporani
Un cert nombre de països de majoria musulmana utilitzen aquest símbol a la seva bandera nacional, inspirats per la bandera de Turquia adoptada oficialment el 1844.

### Banderes

Bandera d'Algèria
Bandera de l'Azerbaidjan
Bandera dels bosnians
Bandera de Líbia
Bandera de Malàisia
Bandera de Mauritània
Bandera del Pakistan
Bandera de Turquia
Bandera de Tunísia
Bandera de les Comores
Bandera de Cirenaica
Bandera de l'Estat de Hyderabad (1724-1948)
Bandera del Tatarstan
Bandera dels uigurs
Bandera del Turkmenistan
Bandera de l'Uzbekistan
Bandera de Singapur
Bandera principesca de Janjira

### Ús en altres emblemes

Escut del Pakistan
Escut de les Maldives
Escut municipal de Sintra, Portugal
Leliwa, escut de diverses famílies nobles de Polònia
Escut municipal de Halle, Alemanya

## Unicode
En Unicode, el símbol del creixent lunar i l'estrella és U+262A (☪)